# Skilanglauf-Europameisterschaft

Logo vom Europäischen Skiverband

Die Skilanglauf-Europameisterschaft (offiziell Open U18 E.S.F. European Championship) ist eine jährlich stattfindende Offene U18-Europameisterschaft. Sie wird vom Europäischen Skiverband in Abstimmung mit dem Internationalen Skiverbands (FIS) ausgetragen.

## Reglement

### Durchführung
Die erste U18-Europameisterschaft fand im März 2011 statt, die kommenden werden immer im Dezember für das kommende Jahr ausgetragen. Die Wettkämpfe werden an drei Tagen durchgeführt. Die U18-EM wird nach den Regeln der FIS-Bestimmungen der IWO und nach dem Reglement der OPA durchgeführt.

### Teilnahmebedingung
An der Offenen U18-EM dürfen alle nationalen Verbänden teilnehmen, sie ist von der FIS offen ausgeschrieben. Den Titel Europameister kann nur an Athleten vergeben werden, deren Nation dem Europarat (47 Nationen) angehört. Für die Teilnahme an der Offenen U18-EM wird kein Nenngeld eingehoben. Es gibt für die teilnehmenden Nationen keine zahlenmäßige Teilnehmerbeschränkung.

### Programm
Am Programm der Europameisterschaft stehen folgende Disziplinen:
- Massenstart
- Sprint
- Einzel

## Austragungsorte
| Jahr | Austragungsort(e)       |
| ---- | ----------------------- |
| 2011 | Ramsau                  |
| 2012 | St. Ulrich am Pillersee |
| 2013 | St. Ulrich am Pillersee |
| 2014 | St. Ulrich am Pillersee |